# 孙淑伟
孙淑伟（1976年1月—），广东揭阳人，中国男子跳水运动员，其妻为前女子跳水运动员蔡玉燕。

## 生平
孙淑伟1984年开始学习跳水，1989年进入国家跳水队。1990年，取得亚运会男子10米台金牌，次年包揽世界杯跳水赛和世界游泳锦标赛该项目冠军。1992年夺得巴塞罗那奥运会金牌。
1993年被查出患有视网膜穿孔，一度退出比赛。1994年经过手术治疗后重返赛场，在1995年以领先第二名50余分的成绩夺得世界杯冠军。
1996年亚特兰大奥运会前夕，由于国家规定各省市培养选手如果夺得奥运会奖牌，可以计入次年全运会成绩，各省市对于参赛名额的明争暗斗空前激烈，国家跳水队最终决定采用选拔赛方式决定人选。选拔赛共举行两次，每次第一名记7分，第二名记5分，第三名记4分。结果在两次选拔赛中代表陕西的田亮和代表湖北的肖海亮各获得一个第一和一个第三，孙淑伟由于种种原因获得两个第二，从而被淘汰。这个结果当时在国内引起了很大震动，特别是当在奥运会上肖海亮和田亮只能获得第三和第四之后。此事也让孙淑伟留下终生的遗憾。
孙淑伟此后仍然活跃于一线赛场，1998年和1999年，孙淑伟与田亮合作，先后夺取了世界杯和世界锦标赛双人跳水男子10米台冠军。但是由于伤病困扰，他未能参加悉尼奥运会。
2001年，孙淑伟正式退役，此后于2002年任国家跳水队教练，2005年回到广东省跳水队执教。

### 视频资料
- 我的奥林匹克—孙淑伟（页面存档备份，存于）
- 【传奇奥运】一跳惊天下—孙淑伟（页面存档备份，存于）